# Isaac Boss

a Compétitions nationales et continentales officielles uniquement.

b Matchs officiels uniquement.
Dernière mise à jour le 27 janvier 2017.
Isaac Boss, né le 9 avril 1980 à Tokoroa (Nouvelle-Zélande), est un joueur de rugby à XV irlandais d'origine néo-zélandaise. Il joue en équipe d'Irlande et évolue au poste de demi de mêlée au sein de l'effectif du Waikato Rugby Union (1,77 m pour 86 kg).
Il a été international néo-zélandais avec l'équipe des moins de 19 ans et il a participé à la coupe du monde 1999. Une grand-mère irlandaise et l'absence de sélection au plus haut niveau en équipe de Nouvelle-Zélande lui a permis d'endosser le maillot de l'équipe d'Irlande.

## Carrière
Il a honoré sa première cape internationale en équipe d'Irlande le 17 juin 2006 contre l'équipe de Nouvelle-Zélande.

## Palmarès
- 22 sélections en équipe d'Irlande depuis 2006
- 3 essais (15 points)
- Sélections par année : 5 en 2006, 7 en 2007, 1 en 2010, 2 en 2011, 2 en 2013, 3 en 2014, 2 en 2015
- Tournoi des Six Nations disputé : 2007, 2014, 2015
- Équipe de Nouvelle-Zélande -19 ans : participation à la coupe du monde 1999